# Hamsin

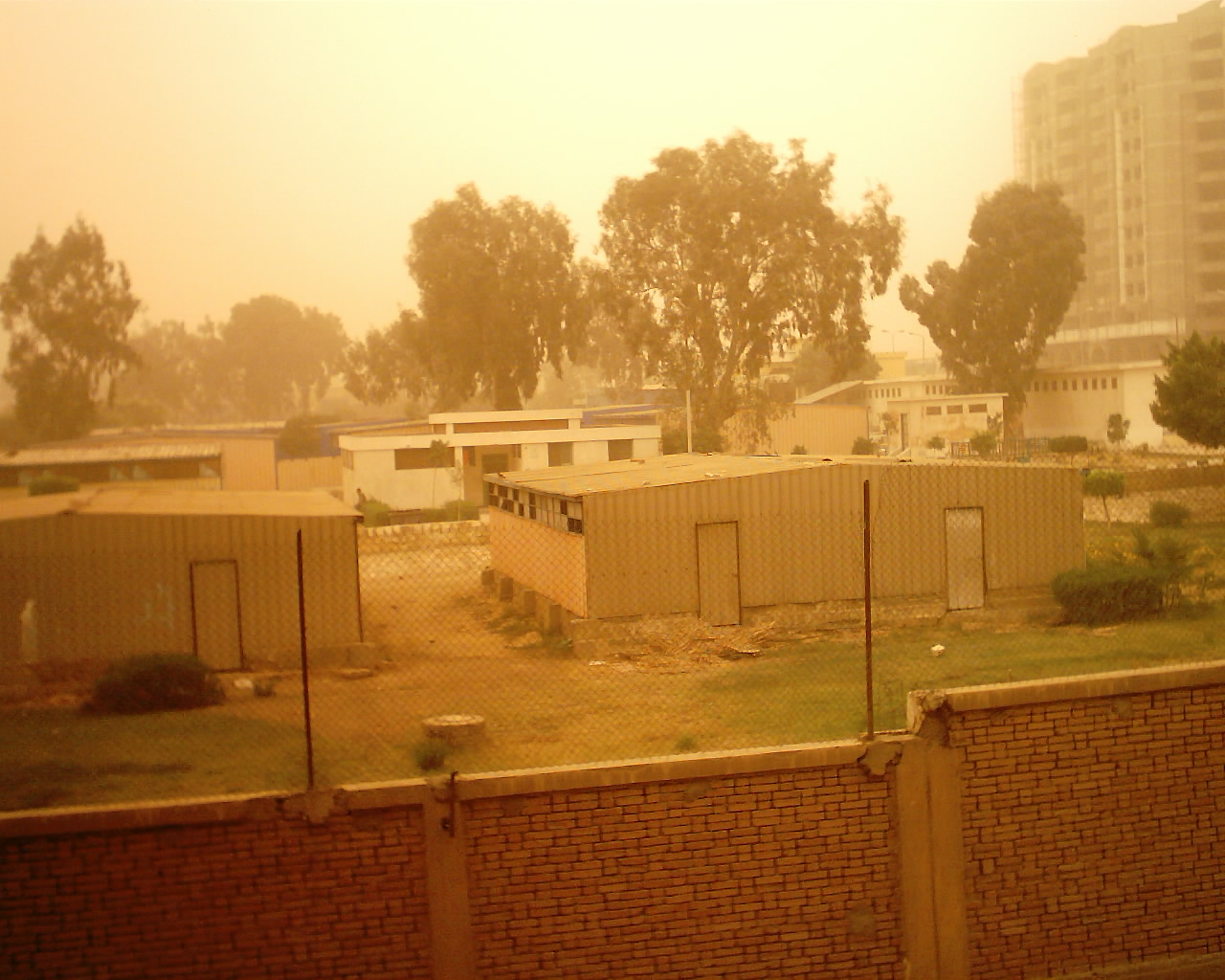
Furtună de nisip în Egipt, aprilie 2007

Hamsinul este un fenomen climateric cu adieri de vânt fierbinte și aducător de praf fin din desertul Sahara sau cel al Peninsulei Arabia. „Hamsin” înseamnă în limba arabă „cincizeci” – aluzie la faptul că vânturile uscate și fierbinți dinspre deșert bat în cursul anului în total timp de cincizeci de zile.